# Diocesi di Teglata di Numidia
La diocesi di Teglata di Numidia (in latino Dioecesis Teglatensis in Numidia) è una sede soppressa e sede titolare della Chiesa cattolica.

## Storia
Teglata di Numidia, nell'odierna Algeria, è un'antica sede episcopale della provincia romana di Numidia.
A questa diocesi africana è attribuito con certezza un solo vescovo, Donaziano, il cui nome figura al 69º posto nella lista dei vescovi della Numidia convocati a Cartagine dal re vandalo Unerico nel 484; Donaziano, come tutti gli altri vescovi cattolici africani, fu condannato all'esilio.
Discussa invece è l'assegnazione di un secondo vescovo a questa diocesi. Alla conferenza di Cartagine del 411, che vide riuniti assieme i vescovi cattolici e donatisti dell'Africa romana, prese parte il donatista Donato (senza controparte cattolica), che le fonti coeve indicano come episcopus Teg(u)latensis, senza ulteriori indicazioni geografiche. Mandouze e Morcelli lo assegnano alla diocesi di Teglata di Numidia, mentre Mesnage e Toulotte ad una località omonima che la Tavola Peutingeriana menziona nella provincia Proconsolare.
Dal 1933 Teglata di Numidia è annoverata tra le sedi vescovili titolari della Chiesa cattolica; dal 28 novembre 2020 il vescovo ausiliare è Ivan Philip Camilleri, vescovo ausiliare di Toronto.

## Cronotassi

### Vescovi
- Donato ? † (menzionato nel 411) (vescovo donatista)

- Donaziano † (menzionato nel 484)

### Vescovi titolari
- Pedro Claro Meurice Estiu † (1º luglio 1967 - 4 luglio 1970 nominato arcivescovo di Santiago di Cuba)
- Domenico De Luca † (22 maggio 1993 - 16 settembre 2006 deceduto)
- Francisco Antonio Nieto Súa (22 ottobre 2008 - 2 febbraio 2011 nominato vescovo di San José del Guaviare)
- Ivan Philip Camilleri, dal 28 novembre 2020